# Zona di residenza

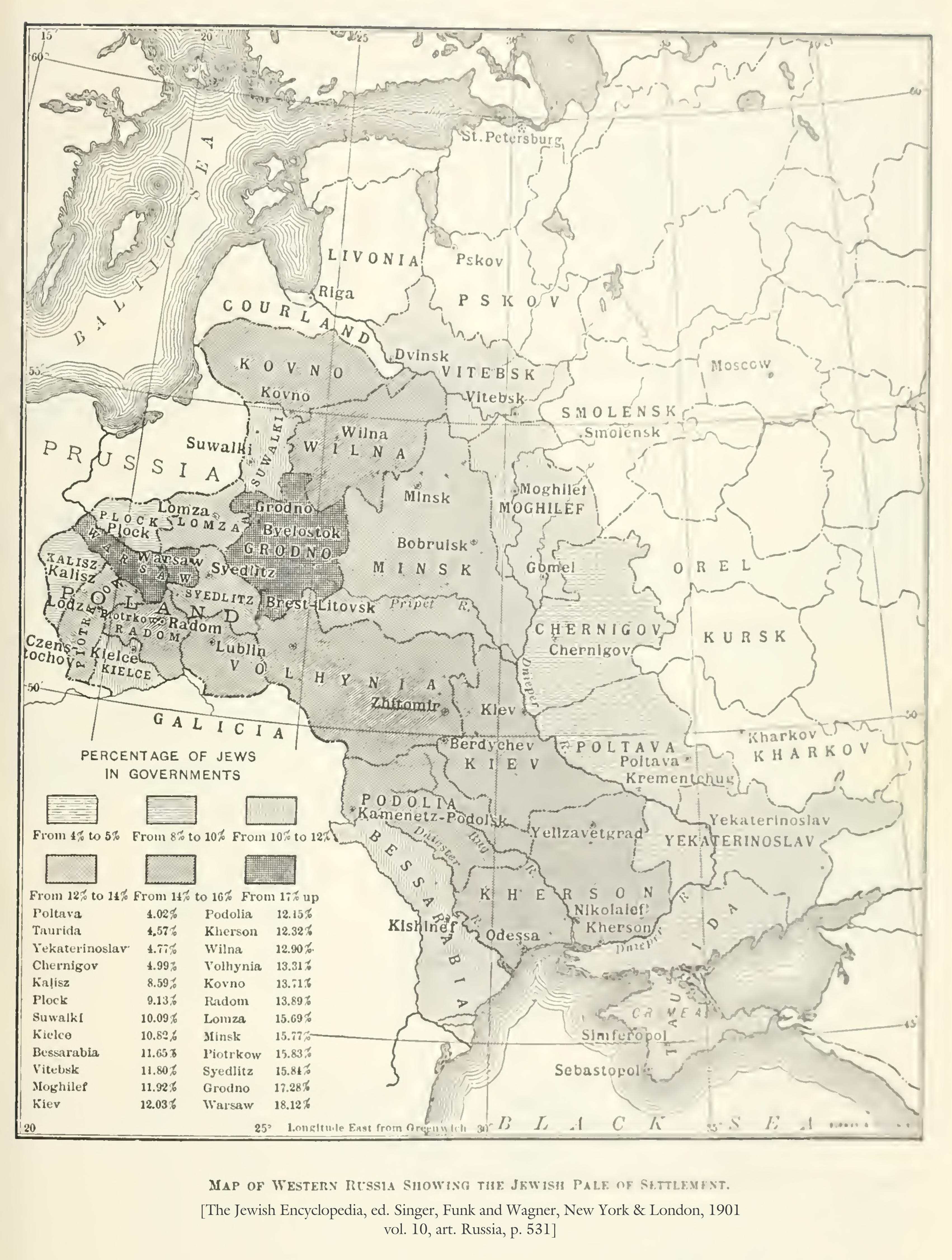
Mappa della Zona di residenza

Zona di residenza o zona di insediamento (in russo Черта оседлости?, Čertá osédlosti, in yiddish: דער תּחום-המושבֿ, der Tkhum-HaMoyshəv, in ebraico תְּחוּם הַמּוֹשָב‎?, Tḥum HaMosháv) era il termine dato alla regione dell'Impero russo, lungo il suo confine occidentale, in cui gli ebrei avevano il permesso di risiedere in permanenza, e oltre la quale di solito la residenza era loro interdetta. Si stendeva dalla linea di demarcazione alla frontiera russa con l'Impero tedesco e l'Impero austro-ungarico.
Sebbene comprendesse solo il 20% del territorio dell'Impero russo, la Zona di residenza corrispondeva ai confini storici della Confederazione polacco-lituana e includeva gran parte delle attuali Lituania, Bielorussia, Polonia, Bessarabia, Ucraina e parti della Russia occidentale. Inoltre, un certo numero di città all'interno della Zona erano escluse da essa. Un numero limitato di ebrei aveva il permesso di vivere fuori dalla Zona, soprattutto coloro che si erano annobiliati, che avevano la possibilità di condurre studi universitari o che facevano parte delle gilde più potenti, soprattutto quella degli artigiani.

## Storia
La Zona fu creata la prima volta da Caterina II di Russia nel 1791, dopo che i suoi predecessori, in particolare l'imperatrice Elisabetta, ebbero tentato più volte, senza successo, di espellere completamente gli ebrei dalla Russia, a meno che non si fossero convertiti alla religione ortodossa. Le ragioni della sua creazione erano principalmente economiche e nazionalistiche. Mentre la società russa tradizionalmente era stata divisa in nobili, servi e clero, il progresso industriale portava a far emergere una classe media che si era rapidamente popolata di ebrei non appartenenti a nessuno di quei settori. Limitando l'area di residenza degli ebrei, il potere imperiale cercava di assicurare la crescita di una classe media non ebraica.
L'istituzione della Zona diventò particolarmente importante per le autorità russe in seguito alla seconda spartizione della Polonia nel 1793. Mentre la popolazione ebraica russa era stata, fino a quel momento, piuttosto limitata, l'annessione del territorio polacco-lituano fece aumentare sostanzialmente la popolazione ebraica. Nel momento della sua massima estensione, la Zona includeva i nuovi territori polacchi e lituani, con una popolazione di più di 5 milioni di persone, che a quel tempo rappresentavano la più grande concentrazione di ebrei (40 per cento).
Tra il 1791 e il 1917, anno in cui la Zona ufficialmente cessò di esistere, ci furono varie riconfigurazioni dei suoi confini, cosicché certe aree furono aperte o chiuse agli insediamenti di ebrei, come il Caucaso. Similmente, agli ebrei era proibito vivere in comunità agricole (come a Kiev, Sebastopoli e Jalta), ed erano costretti a spostarsi in piccole città di provincia, incoraggiando la nascita degli shtetl (dallo yiddish שטעטל shtetl "piccola città, cittadina", da שטאָט shtot "città"; cfr. tedesco standard Stadt "città", Städtchen/Städtlein "piccola città, cittadina", tedesco dialettale Städtl/Städtel "piccola città, cittadina"). I mercanti ebrei della prima gilda, persone con istruzione superiore o speciale, artigiani, soldati, arruolati secondo la riforma della coscrizione del 1810, e i loro discendenti avevano il diritto di vivere fuori della Zona di residenza. In alcuni periodi, agli ebrei venivano accordate dispense speciali per vivere nelle città imperiali più importanti, ma erano pochissime, e fino al 1891 varie migliaia di ebrei furono espulsi da San Pietroburgo e Mosca e obbligati a risiedere nella Zona.
Durante la seconda guerra mondiale, l'intera area dell'ex Zona si trovava sotto il controllo della Germania nazista sul fronte orientale, con conseguenti numerosi eccidi di massa perpetrati dalle Einsatzgruppen: fu una delle più grandi operazioni di sterminio degli ebrei, programmate sistematicamente dai nazisti nel corso dell'Olocausto. Questo portò alla virtuale scomparsa di vita ebraica nell'area che un tempo registrava la massima concentrazione di ebrei.

## La vita nella Zona di residenza
La vita negli shtetl della Zona di residenza era dura e povera. Si sviluppò un sofisticato sistema di organizzazioni volontarie di solidarietà sociale per provvedere ai bisogni della popolazione, secondo la lunga tradizione ebraica della tzedakah (carità, giustizia). Varie organizzazioni fornivano vestiti agli studenti poveri, cibo kosher ai soldati ebrei coscritti nell'esercito dello zar, dispensavano trattamenti medici gratuiti ai poveri, offrivano dote e mobilio alle spose prive di mezzi e organizzavano la formazione professionale per gli orfani. Secondo l'Atlante della storia ebraica dello storico Martin Gilbert, nessuna provincia nella Zona aveva meno del 14% di ebrei assistiti; gli ebrei lituani e ucraini sostenevano almeno il 22% della loro popolazione povera.
La concentrazione di ebrei nella Zona faceva di essi un facile bersaglio per pogrom e violenti disordini antiebraici. Questi, insieme alle repressive Leggi di maggio 1882, promulgati dallo zar Alessandro III di Russia, causarono la scomparsa di intere comunità. Ci furono pogrom durante tutta l'esistenza della Zona, ma attacchi particolarmente devastanti si verificarono negli anni 1881–1883 e 1903–1906, colpendo centinaia di comunità, uccidendo migliaia di ebrei e causando danni alle proprietà per decine di migliaia di rubli.

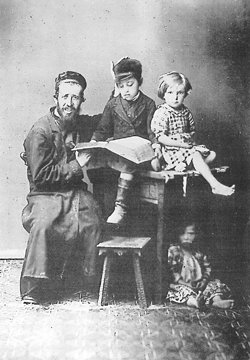
Un padre ebreo nella Podolia del XIX secolo.

Un aspetto positivo della concentrazione di ebrei in un'area circoscritta fu lo sviluppo del sistema della moderna yeshiva. Fino all'inizio del XIX secolo, ogni città provvedeva al mantenimento degli allievi di livello superiore che studiavano nella locale sinagoga sotto la guida del capo rabbinico della comunità. Ogni studente assumeva i suoi pasti ogni giorno in una casa diversa, un sistema conosciuto come "essen teg" ("giorni per mangiare").
Per l'istruzione esisteva una quota ebraica: dopo il 1886 la percentuale di studenti ebrei non poteva superare il 10% all'interno della Zona, il 5% fuori della Zona e il 3% nelle città capitali (Mosca, San Pietroburgo, Kiev). Le quote nelle capitali furono leggermente aumentate nel 1908 e nel 1915.
Nonostante le difficili condizioni in cui la popolazione ebraica viveva e lavorava, nella Zona fiorivano le corti delle dinastie chassidiche. Migliaia di seguaci di maestri chassidici come il Rebbe Gerrer Yehudah Aryeh Leib Alter (noto come Sfas Emes), il Rebbe Chernobyler e il Rebbe Vizhnitzer accorrevano in massa nelle loro città per le festività ebraiche e a casa loro osservavano i minhagim (pratiche liturgiche) dei loro rebbe.
Le tribolazioni della vita ebraica nella Zona di residenza furono immortalate negli scritti di autori yiddish come l'umorista Sholem Aleichem, le cui storie di Tevye der Milchiger (Tevye il lattaio) nell'immaginario shtetl di Anatevka formano la base de Il violinista sul tetto. A causa delle dure condizioni di vita quotidiana nella Zona, circa 2 milioni di ebrei emigrarono da lì tra il 1881 e il 1914, recandosi soprattutto negli Stati Uniti. Questo esodo però non incise sulla stabilità della popolazione ebraica nella Zona, che rimase a 5 milioni di persone a causa dell'alto tasso di natalità.
Durante la prima guerra mondiale i confini della Zona diventarono meno rigidi quando un gran numero di ebrei scapparono nell'entroterra russo per sfuggire all'invasione dell'esercito tedesco. Il 20 aprile 1917 la Zona viene annullata dal decreto sull'abolizione delle restrizioni confessionali e nazionali del Governo provvisorio russo. Un'ampia parte della Zona, insieme alla sua popolazione ebraica, diventò parte della Polonia. Anche la Rivoluzione d'ottobre e le guerre del periodo 1918–1920 diedero luogo a molti pogrom ed eccessi militari - più di 1.236 episodi nella sola Ucraina, durante i quali, stimando per difetto, furono uccisi circa 31.000 ebrei.